# Kostas Politis
Konstantinos "Kostas" Politis (Κωνσταντίνος "Κώστας" Πολίτης; 21 de marzo de 1942 – 18 de junio de 2018) fue un jugador y entrenador de baloncesto griego.

## Carrera como jugador
Politis jugó en el Panathinaikos, donde ganó tres Ligas griegas en 1967, 1969 y 1971 y en la Recopa de Europa de 1969 llegó a ser semifinalista. También jugó en la selección griega en el EuroBasket 1961, el EuroBasket 1965, el EuroBasket 1967 y los Juegos Mediterráneos de 1967.

## Carrera como entrenador
Politis fue el entrenador del Panathinaikos, donde ganó tres Ligas griegas (1980, 1981 y 1982) y dos Copas de Grecia (1979 y 1982). También fue finalista de Copa en dos ocasiones con PAOK (1989 and 1990).
Politis fue seleccionador del FIBA European Selection de los Balcanes en 1991. En la temporada 1993–94, acabó tercero en la Final Four de Tel Aviv. En 1999, Politis llevó a la final de la Copa de Grecia con el AEK Athens.
Politis fue seleccionador griego donde ganó el oro en el EuroBasket 1987. 

## Clubes
Jugador
- Panathinaikos (1963–1971)

Entrenador
- Panathinaikos (1978–1982)
- Grecia (1982–1987)
- PAOK (1989–1990)
- Panathinaikos (1993–1994)
- AEK Atenas (1999)

## Palmarés
Como jugador
- 3 Ligas de Grecia: 1967, 1969, 1971

Como entrenador
- FIBA Europe All-Star Game: 1991 I
- 2 Ligas de Grecia: 1980, 1982
- 2 Copas de Grecia: 1979, 1982
- 1 EuroBasket: (1987)
- 1 Euroliga: 1997
- 5 Ligas de Grecia: 1993, 1994, 1995, 1996, 1997
- 3 Copas de Grecia: 1994, 1997 y 2002